# Duguetia megalocarpa
Duguetia megalocarpa este o specie de plante angiosperme din genul Duguetia, familia Annonaceae, descrisă de Paulus Johannes Maria Maas. Conform Catalogue of Life specia Duguetia megalocarpa nu are subspecii cunoscute.